# کاتیمار
کاتیمار (به مجاری:  Katymár) یک شهرداری در مجارستان است که در ناحیه باچ‌آلماش واقع شده‌است. کاتیمار ۷۱٫۰۸ کیلومتر مربع مساحت و ۱٬۸۴۳ نفر جمعیت دارد.